# Сарджвеладзе, Ибрагим Мамедович
Ибраги́м Маме́дович Сарджвела́дзе (5 мая 1924 — 1998) — советский футболист, защитник. Мастер спорта СССР (1950).

## Карьера
Начинал играть в тбилисской команде «Спартак» в последние годы войны. Затем перешёл в «Динамо», за которое выступал с 1946 по 1955 год. Провёл в его составе 165 матчей. Стал финалистом Кубка СССР 1946 года, в сезонах 1947 и 1950 становился бронзовым призёром чемпионата, а в 1951 серебряным. В 1948 году попал в список 33 лучших футболистов сезона под № 3.
После завершения карьеры тренировал грузинские команды низших лиг.

## Достижения
- Чемпионат СССР:

Серебряный призёр (1): 1951
Бронзовый призёр (2): 1947, 1950
- Кубок СССР:

Финалист: 1946 
- В списке 33 лучших футболистов сезона в СССР: № 3 (1948)